# Upiór w kuchni (Teatr Telewizji 1976)
Upiór w kuchni – spektakl Teatru Telewizji w reżyserii Janusza Majewskiego z 1976 na podstawie sztuki Patricka G. Clarka pod tym samym tytułem. Spektakl pokazano w cyklu Teatr Sensacji "Kobra". Jego premiera miała miejsce 10 czerwca 1976.
Realizacja ta została wydana dwukrotnie na płycie DVD w cyklu "Teatr Sensacji Kobra", samodzielnie i w pakiecie z dwoma innymi sztukami z tej serii (Samolot do Londynu i Umarły zbiera oklaski).
Komedia przypomina fabułą inną czarną komedię – Arszenik i stare koronki Josepha Kesselringa.
Obie ekranizacje Upiora..., tę i kilkanaście lat późniejszą (Upiór w kuchni, 1993), łączy, prócz osoby reżysera, postać aktora Wiktora Zborowskiego. W spektaklu z 1976 zagrał on Sierżanta Griggsona, a w wersji z 1993 – Inspektora Hunta.

## Obsada
- Zofia Mrozowska jako Laura Collins
- Grażyna Staniszewska jako Cynthia Collins
- Roman Wilhelmi jako Mike Speely
- Jan Machulski jako Inspektor Hunt
- Marek Walczewski jako Komisarz Fuddler
- Włodzimierz Boruński jako lekarz sądowy
- Wiktor Zborowski jako sierżant Griggson